# ポメリウム
ポメリウム（pomerium、pomoerium）とは、ローマの中心部を定める境界線。古代ローマでは法的にはポメリウムの内側だけが「ローマ」本体であり、その周辺の土地は単なるローマの領土とされていた。

## 位置と拡張
伝承によると、ロームルスがローマを建設した際の城壁があったところをセルウィウス・トゥッリウスがポメリウムと定めた。これはセルウィウス城壁とは異なる境界線だったが、独裁官ルキウス・コルネリウス・スッラがその権力を誇示するため紀元前80年に拡張を行った。クラウディウス帝がポメリウムを示すために置かせた「シパス」という白い石は、もともとの位置で発見されたものもあるが、もともとの位置ではない場所でも見つかっている。クラウディウス帝もポメリウムを拡張させており、タキトゥスが文献に記録している。アウルス・ゲッリウスは、アウグストゥス、ネロ、トラヤヌスという皇帝がポメリウムを拡張させたとしているが、他の文献や考古学的証拠は見つかっていない。
中国の紫禁城とは異なり、ポメリウムに沿って壁があったわけではなく、シパスを目印として設定された法的かつ宗教的な境界線だった。ローマ中心部やローマの七丘が全てポメリウム内だったわけではない。パラティーノはポメリウム内だったが、カンピドリオとアヴェンティーノは外とされていた。フォルム・ロマヌムのクリア・オスティリアとコミティウムは都市国家および帝国の政治の中心であり、ポメリウム内にあった。ベローナの神殿はポメリウムの外とされていた。

## 関連する制限事項
- インペリウムを持つ政務官の権限はポメリウム内では制限される。ポメリウム内でも市民を打ち据えることはできるが、殺すことはできない。その象徴として、政務官を警護するリクトルが手にしているファスケスから斧部分を外さなければならなかった。独裁官のリクトルだけがポメリウム内でも斧付きのファスケスを所持できた。
- 宗教的かつ政治的理由により、神権による王はポメリウム内に入ることを禁じられていた。そのため、そのような王がローマを訪れた際には不便なことになった。例えば、クレオパトラ7世はユリウス・カエサルに会うためにローマを訪問した際、ポメリウム内に入れなかった。
- ポメリウム内に死者を埋葬することは禁じられていた。ユリウス・カエサルはポメリウム内に墓を設ける権利を事前に得ていたが、その遺骨は実際には先祖代々の墓に入れられた[1]。しかし、トラヤヌス帝が紀元117年に亡くなった際、ポメリウム内にあるトラヤヌスの記念柱の下に遺骨が埋葬された[1][2]。
- さらに地方の政務官権限保持者 (promagistrates) や将軍はポメリウム内に入ることを禁止されており、ポメリウムをまたいだ瞬間にインペリウムを剥奪される。したがって、戦争に勝利してローマに帰還した将軍は凱旋式が開催されるまで、ポメリウムの外で兵士と共に待つ必要があった。共和政時代には、兵士もポメリウムに入ったと同時に兵士ではなくなり、一般市民になるとされた。兵士は一般市民の服装に着替えて、凱旋式に参加した。ケントゥリアの民会であるケントゥリア民会は、ポメリウム外のカンプス・マルティウスで会合を開く必要があった。

ユリウス・カエサルの暗殺されたポンペイウス劇場もポメリウムの外にあった。ポメリウムに入ることを禁じられている（つまり、クリア・オスティリアに行けない）元老院議員を含めた元老院の会議はポンペイウス劇場内の元老院の部屋で行われた。
宗教的および伝統的理由により、ポメリウム内では武器の所持も禁止されていた。プラエトルの護衛は一般的なトガのみ着用が許されており、これを cohors togata と呼ぶ。しかし、短剣を隠し持つことは可能だった。ユリウス・カエサルはポメリウム外で殺害されたため、暗殺の首謀者らは武器をポメリウム内に持ち込んだ罪を問われることがなかった。